# SC Reichersbeuern
Der SC Reichersbeuern ist ein Sportverein aus der Gemeinde Reichersbeuern bei Bad Tölz, dessen Eishockeymannschaft früher einmal an der dritten bzw. der vierten Spielklasse teilnahm.
Der genaue Vereinsname lautet Sportclub Reichersbeuren.

## Geschichte der Eishockeymannschaft
1967 stieg die Mannschaft des SCR erstmals in den höherklassigen Ligenspielbetrieb in die – damals drittklassige – Regionalliga 1967/68 auf. Zur Saison 1968/69 schloss sie die Mannschaft dem EC Bad Tölz an und startete als dessen 1b in der Regionalliga. Nach der Saison zog sich die Mannschaft in die Bayernliga zurück.
In der Saison 1974/75 gelang der Mannschaft des SCR der erneute Aufstieg in die – damals viertklassige – 1975/76, die mit Platz eins nach der Vorrunde abgeschlossen wurde. Nachdem auf dem möglichen Aufstieg in die Oberliga verzichtet wurde, erreichte die Mannschaft des SCR den Regionalligameistertitel in den Spielen gegen den Neusser SC. Nach der Saison 1976/77 verzichtete erneut die Mannschaft des SCR auf den Aufstieg und erreichte den Regionalligameistertitel in den Spielen gegen den WSV Braunlage. Nach der Saison 1977/78 wurde die Mannschaft des SCR in die Natureis-Bayernliga zurückgezogen.
Mit der Bayerischen Meisterschaft 1980/81 gelang der Mannschaft des SCR der erneute Aufstieg in die Regionalliga 1981/82, an der die Mannschaft bis zur Saison 1987/88 teilnahm. Danach nahm die Mannschaft des SCR an den Ligen des Bayerischen Eissportverbandes teil. Als Sechstplatzierter der Bayernliga konnte der SC nochmals an der Qualifikation 1988/89 zur RL-Süd teilnehmen.
Vor der Saison 2009/10 wurde die erste Mannschaft im Juli 2009 aufgrund von Spielermangel aus der – fünftklassigen – Landesliga Bayern zurückgezogen.
In der Saison 2011/12 belegte die Mannschaft in der sechstklassigen Eishockey-Bezirksliga Bayern Süd den 9. und letzten Platz.
In der Saison 2013/14 konnte der Aufstieg in die fünftklassige Landesliga Süd-West erreicht werden.
In der Saison 2021/22 belegte die Mannschaft in der fünftklassigen Eishockey-Landesliga Bayern Süd den 1. Platz und erreichte den Landeligameistertitel in den Spielen gegen den EV Pegnitz.

### Erfolge
- Aufstieg in die Regionalliga (3. Liga) 1967
- Deutscher Regionalligameister 1976, 1977
- Deutscher Junioren-Meister 1973
- Deutscher Jugend-Meister 1964, 1970
- Bayerischer Meister (4. Liga) 1967
- Bayerischer Meister/4. Liga (Nat.Eis) 1972
- Südbayerischer Meister (4. Liga) 1967
- Aufstieg in die Regionalliga (BYL) 2022
- Bayerischer Meister (Natureis) 1979
- Bayerischer Meister 1981
- Bayerischer Landesliga-Meister 1980, 2022
- Meister Bayerische Landesliga/Süd 1980
- Bayerischer Bezirksliga-Meister 1996, 2014
- Bayerischer Kreisliga-Vizemeister/5. Liga 1962

## Nachwuchs
Der SCR nimmt mit U9-, U11- und U13-Mannschaften in den jüngeren Altersklassen am Spielbetrieb teil. Früher wurde auch in den älteren Altersklassen im Bereich der Natureisligen am Spielbetrieb teilgenommen. Deutscher Jugendmeister 1964 u. 1970. Deutscher Junioren-Meister 1973 (SG Bad Tölz/ Reichersbeuern).

## Eisstadion
Der Spiel- und der Trainingspielbetrieb der Eishockeymannschaften des SCR findet in der weeArena in Bad Tölz statt.
Zusätzlich betreibt der Verein SCR auch heute noch das eigene Natureisstadion.